# NGC 3108
NGC 3108 (również PGC 29076) – galaktyka spiralna (S0-a), znajdująca się w gwiazdozbiorze Pompy. Odkrył ją John Herschel 28 stycznia 1835 roku.